# Plac Wittelsbachów w Monachium w nocy
Plac Wittelsbachów w Monachium w nocy – obraz olejny namalowany przez polskiego malarza Aleksandra Gierymskiego w 1890 roku.
Obraz przedstawia plac Wittelsbachów w Monachium nocą. Na pierwszym planie widać pomnik Maksymiliana I Bawarskiego; nad placem góruje kopuła kościoła Teatynów.
Obraz znajduje się w zbiorach Muzeum Narodowego w Warszawie.